# Белорусский экслибрис

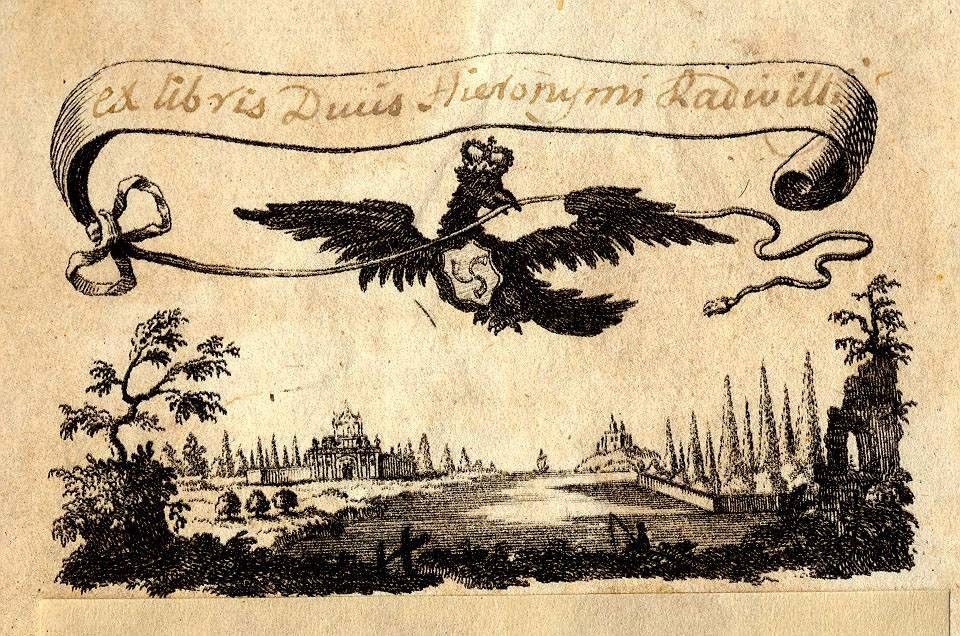
Экслибрис Иеронима Радзивилла

Белорусский экслибрис (ex libris — из книг) — книжный знак, небольшая художественно выполненная наклейка на внутренней стороне переплёта с именем владельца. В сюжете зачастую использованы белорусские мотивы.

## Истоки белорусского экслибриса
Родиной экслибриса считают Германию. Именно в Германии существовал обычай наносить чеканку на ценные вещи в знак принадлежности частному лицу. Первые печатные книги тоже принадлежали к ценным вещам, только феодалы, монастыри и богатые купцы могли себе позволить иметь в собственности коллекции книг, и часто подписывали их или рисовали свой знак, чтобы вновь обрести свою книгу, например, в случае кражи. Сначала те, кто переписывали книги, делали отметку о том, кому принадлежит книга. Впоследствии эти отметки оформляли в виде виньетки и рисовали в начале или конце книги. Естественно, что нарисованные от руки экслибрисы были распространены во времена, когда библиотеки были небольшими, ведь нелегко было рисовать одинаковое изображение на большом количестве книг.
Печатные экслибрисы появились в Беларуси в конце XVI—начале XVII в. К XVIII в. в экслибрисе преобладали изображения гербов владельцев, в XX в. популярными стали сюжетные экслибрисы.

## Виды экслибрисов

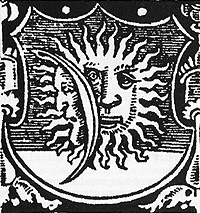
Книжный знак Скорины

Экслибрис обычно подразделяют на три вида: гербовый, вензелевый (инициалы владельца) и сюжетный (картина).

## Выполнение экслибриса
Техника изготовления белорусского экслибрисов разнообразна и совпадает с техникой гравюры:
- дереворит
- шелкография
- линогравюра
- цинкография
- тушь, перо
- литография
- карандаш
- компьютерная графика

## Белорусский экслибрис в XVI—XIX веках

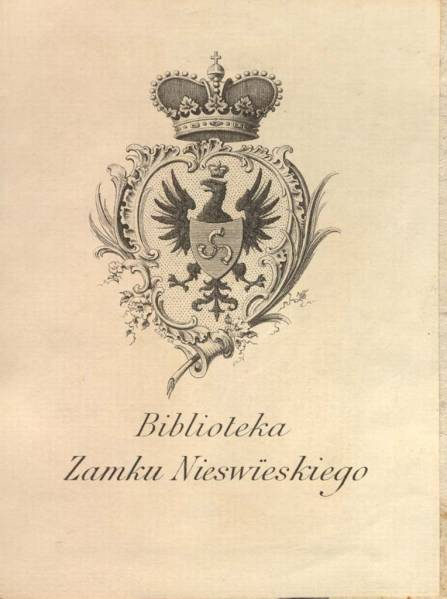
Экслибрис библиотеки Несвижского замка

Белорусский экслибрис в XVI—XVIII веках был только знаком владельца книжных собраний. Книгам в то время придавали большое значение, в том числе и материальное. К примеру, когда девушку из магнатского или знатного шляхетского рода в Великом княжестве Литовском выдавали замуж, в составе её приданого детально перечислялись все книги с владельческими экслибрисами.
В Европе широко известны экслибрисы семьи Радзивиллов. Каждый из рода имел свой индивидуальный книжный знак, но обязательно с гербом рода Радзивиллов: тремя охотничьими рогами. У Несвижа, как майоратного имения, были свои экслибрисы для библиотеки. Существовал и общий знак — «Библиотека замка Несвижского», выполненный французским гравером Агри.
Ряд экслибрисов выполнил для Радзивиллов известный гравёр в ВКЛ Гершко Лейбович.
Экслибрисы Радзивиллов были в основном геральдические: по женской линии с двумя гербами — владелицы и её мужа. Заказывали экслибрисы лишь через год после свадьбы — таково было правило.
Богатейшая библиотека имелась у белорусских магнатов Хрептовичей. Книги, естественно, были с экслибрисом, многие отражали государственную деятельность владельцев.
В XVIII в. в экслибрисе появляется новый мотив: портрет владельца, иногда становящийся основным элементом экслибриса. В это время экслибрис получает в Беларуси широкое распространение среди шляхты. У некоторых имелось более десятка экслибрисов, некоторые заказывали гравёрам двойные, тройные экслибрисы.
После раздела Речи Посполитой некоторые российские аристократы получили во владение ряд белорусских земель, что нашло отражение в их экслибрисах. Так, в экслибрисе графа З. Г. Чернышёва кроме его родового герба и надписи «Comt Чернышев» был и знак «Чечерск». Вензельный экслибрис появился у графа И. Ф. Паскевича — с инициалами К. И. В. (князь Иван Варшавский — титул дарованный графу за усмирение Варшавы).
Библиотеки некоторых учебных заведений в XIX в. (гимназии, городские училища, коллегиумы иезуитов, Полоцкий кадетский корпус и др.) также имели свои экслибрисы.

## Белорусский экслибрис в 1920-е—1930-е годы

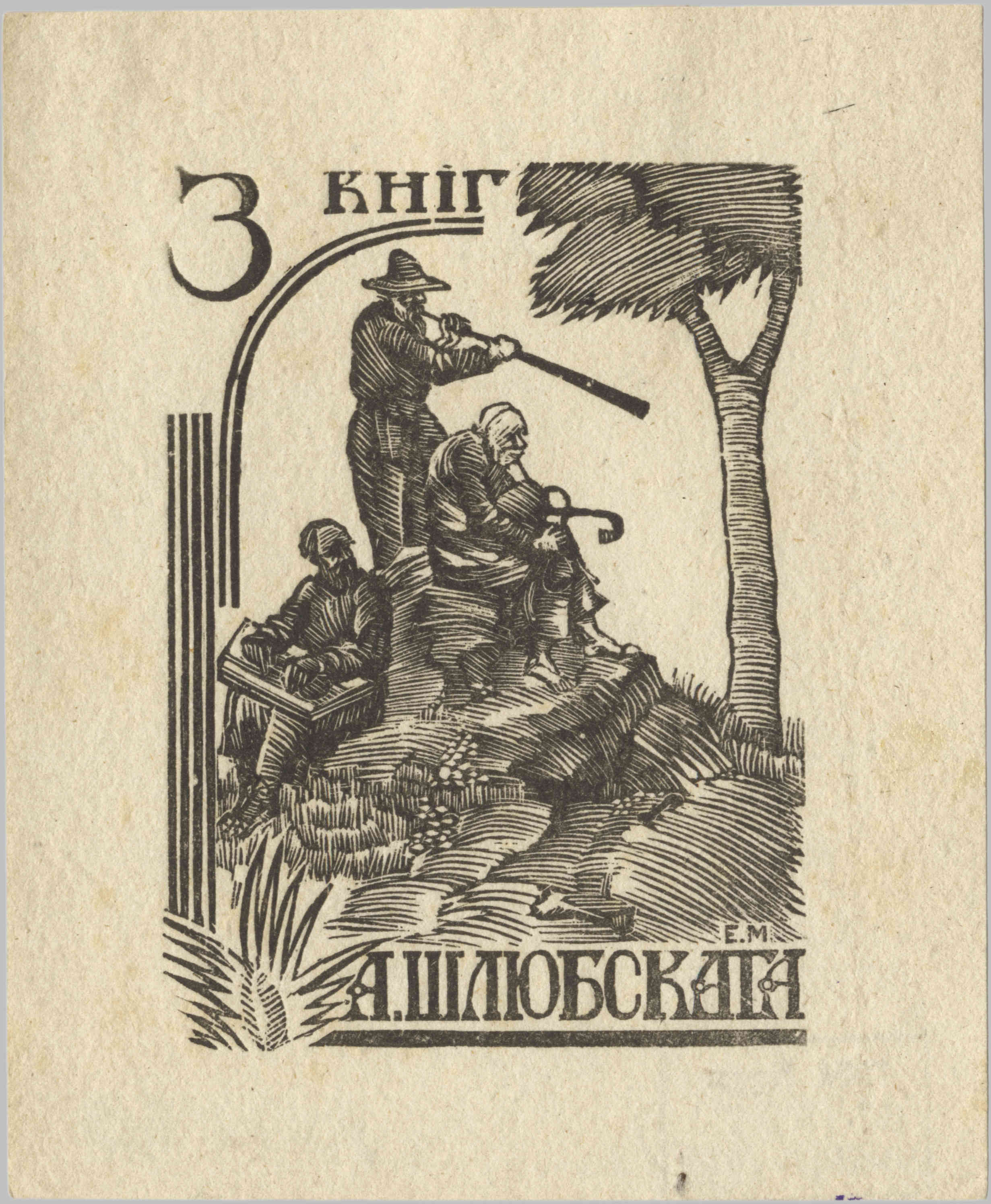
Экслибрис Александра Шлюбского

В советское время белорусские художники начали заниматься созданием экслибрисов с 1920-х гг. В то время начал вырабатываться масштабный новаторский взгляд на белорусские истоки, что проявилось и в «возрождении» экслибриса. Позже, когда государственной идеологией обращение к национальному наследию иногда ограничивалось, наблюдались «приливы» и «отливы» в связях этого искусства с фольклором, этнографией, мифологией. «Отливы» в 1930—1950-е гг., «приливы» — в 1960-е и впоследствии.
Первыми в освоении мифологической тематики стали Е. Минин, С. Юдовин, А. Тычина, П. Гутковский, А. Ахола-Вало, Г. Змудинский, Я. Загоровский и другие энтузиасты эстампа. Им принадлежат первые эксперименты в разработке новых методов художественной поэтизации, цитирования и творческих интерпретаций достижений народной культуры: сказок, эпоса, мифов, праздников, обрядов. В этом смысле белорусская графика 1920-х гг. весьма интересна.
Художники 1920-х впервые в истории белорусского культуры осознали себя художниками нового национального государства и стали не только проводить в тогдашнем Минске свои персональные выставки, но и участвовать во всебелорусских, всесоюзных и даже международных: в Лейпциге, Лос-Анджелесе, Нью-Йорке, Неаполе.
Особенность белорусского искусства экслибриса 1920-х была обусловлена интеллектуальной связью художника с владельцем экслибриса, плотной творческо-научно-культурной средой Минска и Витебска, объединявшей всех активных и авторитетных лиц, и высоким уровнем гравёрного искусства. Символизм огня — тема произведения С. Юдовин для экслибриса витебского краеведа И. Фурмана (1924). В его основе — забота о сохранении традиций предков, возрождение культуры, исповедание веры. В композицию вошли несколько символов: огонь, факел, растения, обнаженные мужчина и женщина с факелом в руках — как символы жизни, желаний, света, истины, разума и духовности. «Нести факел» — фразеологизм, означающий чувство любви. Факел символизирует также преемственность традиций. Растения с длинными листьями составляют своеобразный орнаментальный узор, а корзину, откуда начинается рост растений, означает в мифологии надежду. Экслибрис для И. Фурмана, созданный тем же автором в 1928 г., с переходом как символ окончания определённого этапа жизни и начало нового. Скульптурное изображение египетского сфинкса — символ власти. На стене исторической триумфальной арки Петербурга — образ архангела Гавриила с цветком лилии — Божьего посланника Благовестия. Возможно, в этом произведении С. Юдовин посылал привет своему другу искусствоведу Ивану Фурману, автору ряда статей о витебских граверах. А в сюжет своего послания он, возможно, вложил следующий смысл: в Петрограде началась новая художественная жизнь с новыми идеями и планами.
Любопытен экслибрис Юдовина для старого политкаторжанина-бундовца Г.-Ш. Лурье: бородатый старик-хасид в кипе, макающий перо в чернильницу, и рядом молодой еврей, печатающий явно революционные листовки. Для своего старого друга ленинградского художника А. В. Каплуна Юдовин сделал такой экслибрис: на фоне башни, как бы устремляющейся в высоту — ваза с кистями и штихель, брошенный на гравировальную доску.
Связи с неисчерпаемым источником национальных идеалов искал Е. Минин, использовав для этого экслибрис А. Шлюбского (1926). Он передал идею курганного возвышения как своеобразного «Олимпа», как верховного совета, где собралась группа народных музыкантов. Вход в новый храм символизируют столбцы по обеим сторонам в виде дерева и геометрических черт. В автоэкслибрисе, посвящённом Витебску, Я. Минин использовал много символов. Скажем, точка, заметная в этом образе — центр и источник жизни, — широко использовалась в мистической литературе и очень близка к современным физической и астрономической теориям о происхождении Вселенной. Символы птицы и змеи на жезле — эмблема личной власти или дара совершать пророчества, выносить решения, отгонять злых духов и т. п. Птица и змея — конфликт между светом и тьмой, духом и плотью. Изображение полумесяца — символ постоянного возрождения, а образ сокола (ястреба) — солнечный символ победы, дух. На рисунке, сделанном Я. Мининым для издания о витебских гравёрах, присутствуют образы-символы мифологий разных стран. Например, изображение быка (символ власти), которое приближается к символам египетской, иранской религии, мифологии Греции и Римской империи, — свидетельство того, что автор щедро пользовался книжными знаниями. Известно, что художник Е. Минин имел большую собственную библиотеку, которая после его ареста и расстрела под Витебском в 1937 году перешла к местным собирателям.
Для библиотеки А. Цвикевича художник Г. Змудинский разработал сюжет на тему науки. На переднем плане — символическая фигура богини мудрости Афины с венком на голове. Одной рукой она опирается на череп, другая направлена в сторону маски сфинкса. Череп трактуется и как символ бессмертия человека, и как связь между живыми и умершими.
Экслибрис латышского художника П. Галавне для известного коллекционера белорусских изданий В. Биржишки скомпонован из образа черепа на развернутой книге, что, несомненно, олицетворяет интеллектуальную, духовную жизнь. В композицию введены крест, птичье перо. В. Биржишка (совместно с Я. Райнисом) активно участвовал в работе латышского отдела Белорусского национального комитета в Риге.
Аллегорический знак скорпиона, обвивающий торс Венеры Милосской в экслибрисе, созданном А. Тычиной в 1926 г. для Н. Н. Щекотихина, — доминанта сюжета. Многое можно сказать про этот символ, легенды же утверждают, что скорпион убивает сам себя, иначе он жил бы вечно. А вопрос: «Скорпион — это враг?» остается открытым. Иррациональное соединение богини и ядовитого хищного создания в образе — как столкновение понятий добра и зла, красоты и уродства. Есть в экслибрисе намек на Минск: изображение кабинета Н. Щекотихина, где через занавеску просматривает знакомый силуэт. В символике экслибрисов для В. Залуцкого и В. Вольского работы А. Тычины прочитывается идея собирания материалов о древнем зодчестве, образцы народного искусства, древнерусский орнамент.
П. Гутковский — автор экслибрисов, сделанных для конкурса знака Инбелкульта в 1926 году. Один из них включает бумажный свиток — эмблему древних знаний, мудрости, пророчества. Второй — щит и солнечные лучи, новые знаки времен белорусского возрождения.
В единственном экслибрисе 1927 года архитектора А. Грубе к книгам А. Барановского автор обратился к образу воина-всадника как волшебного рыцаря с копьем, что «идет» на тюремную решетку подземного мира, где находится осуждённый раб. Образ всадника подан динамично, как небесная сила, что в облаках движется мощным вихрем (облака — физическое и духовное обновление). Пять колес повторяются в орбите солнечного диска. Все это символизирует идею: «Только вперед!», И воин на белом коне обретет победу. Воин — это красноармеец, вызволяющий из польской тюрьмы политзаключённых.
Графики-«возрожденцы» стремились к своеобразному символизму и в области алфавита, имея в виду использование букв по принципу сходства с различными предметами. Гутовский, Тычина, Ахола-Вало стремились изучать символику букв для определения связей, лежащих в основе иероглифов, священных преданий, космогонии.
Вернуть мистический блеск XVI в., используя символизм скориновской азбуки, — задача, которую ставили перед собой минские графики-авангардисты. Интересными разработками привлекают экслибрисы А. Тычины, где в нижней части якобы орнамента на полотенцах, содержится фамилия библиофила, обозначен год, автор и т. д. По замыслу художника экслибрис, как возрожденный из былого времени вид графического искусства, в новых исторических условиях включает в себя целый мир, где символы мировой мифологии входят в контекст белорусского культуры. Вырабатывается новый шрифт, похожий на «скориновский», что свидетельствует о возвращении к глубинным традициям.
Задачу создания новых графических символов для своей системы под названием «эвахомалогия» ставил А. Ахола-Вало, который создавал свой «идеографический словарь» для установления новых коммуникативных связей. Его таблица системы знаков включала в 1920-е гг. около 5 тысяч символов.
В 1930-х гг., во время борьбы с национализмом, белорусские наука и искусство потерпели большой урон: были расстреляны М. Касперович — первый исследователь белорусского экслибриса, А. Цвикевич — основатель творческого объединения «Поклонники изобразительного искусства» (1927), художники Я. Минин, Г. Змудинский, братья Я. и С. Даркевичи. Репрессии не обошли первого белорусского искусствоведа, председателя Всебелорусского общества библиофилов Н. Щекотихина, краеведа А. Шлюбского.

## Белорусский экслибрис в 1960-е—2000-е годы
В 1960 году в Государственном художественном музее БССР прошла первая в истории Беларуси выставка экслибриса, собранная из работ А. Тычины. С этого времени началось формирование коллекции экслибрисов в фондах музея, которая продолжает пополняться и сейчас. Последним приобретением (2011) стало более 200 экслибрисов белорусского живописца и графика Евгения Тихановича
В 1970-е—1980-е гг. при Союзе художников в Минске действовал Белорусский клуб экслибрисистов («Беларускі клюб экслібрысістаў»).
В 1970-е гг. экслибрисом стали заниматься графики Л. Антимонов, Г. Грак, Н. Лозовой, Н. Селещук. Их работы становятся белорусским художественным явлением, они экспонируются на выставках, печатаются в изданиях Общества книголюбов и т. д. Художники используют в работах белорусские традиции, элементы национального костюма, народный орнамент: В экслибрисе появляются портреты национальных деятелей культуры — Франциска Скорины, Максима Богдановича, Тётки, Янки Купалы.
Если А. Тычина и Е. Тиханович работали в традиционном иллюстративном русле, то Б. Малкина и Е. Красовского больше интересовали формальные поиски в книжной графике. Г. Тиханович, принадлежащий к последующему поколению, использовал в экслибрисе технику офорта с цветотенью, в результате производя миникартину. А. Кашкуревич, Г. Грак, Н. Гугнин и Ю. Кухарев создавали экслибрис, пользуясь эмблемностью и символикой. Н. Селещук, Н. Лозовой и Л. Антимонов создавали образно-стилевые экслибрисы, опираясь на историю белорусского народа.
Из следующего поколения белорусских художников-создателей экслибриса можно отметить Алену Волчек, автора незаурядных книжных иллюстраций. Её экслибрисы неоднократно показывались на отечественных и зарубежных выставках (Польша, Швейцария, Австрия). Иван Русачек — обладатель премии XXI Международной Биеннале Современного экслибриса музея Мальборк (Польша), специального приза «Мурсиде Ицмели» на 2-м Международном конкурсе Экслибриса Анкара-2007 (Турция), Гран-при на 6-й Биеннале эстампа выставочного центра музея печати (Нью-Йорк).
Художник-график Анна Тихонова, учась в аспирантуре Белорусской Академии искусств, исследовала белорусский и западноевропейский экслибрис, сама неоднократно получала призы белорусских и зарубежных выставок.
За все эти годы выставки белорусского экслибриса проходили неоднократно. Последняя по времени состоялась в апреле 2012 года в Минске: были представлены работы графиков разных поколений — Арлена Кашкуревича, Геннадия Грака, Юрия Яковенко и Романа Сустова.